# Sankt Georgen an der Leys
Sankt Georgen an der Leys là một đô thị thuộc huyện Scheibbs trong bang Niederösterreich, Áo.